# Новые Бишинды
Новые Бишинды (баш. Яңы Бишенде)  — село в Туймазинском районе Республики Башкортостан Российской Федерации. Входит в состав Верхнебишиндинского сельсовета.

## География

### Географическое положение
Расстояние до:
- районного центра (Туймазы): 20 км,
- центра сельсовета (Верхние Бишинды): 3 км,
- ближайшей ж/д станции (Туймазы): 20 км.

## История
Название происходит от яңы ‘новый’ и назв. р. Бишенде.

## Население
| 2002 | 2009 | 2010 |
| ---- | ---- | ---- |
| 261  | ↗266 | ↗274 |

Национальный состав
Согласно переписи 2002 года, преобладающая национальность — башкиры (87 %).

## Религия
В селе есть мечеть.